# ポーランドの騎手
『ポーランドの騎手』（ポーランドのきしゅ、蘭: De Poolse ruiter、英: The Polish Rider）は、17世紀オランダ絵画黄金時代の巨匠レンブラント・ファン・レインがキャンバス上に油彩で描いた絵画で、1655年ごろに制作された。暗がりの風景の中を馬上で旅している若い男性を描いており、長い間ポーランドにあったため『ポーランドの騎手』と呼ばれる。作品は現在、ニューヨークのフリック・コレクションに所蔵されている。1910年にズジスワフ・タルノフスキ (Zdzisław Tarnowski) によって売却された際は、レンブラントの作品であるという一致した見解があったが、以降、その帰属は議論の対象となってきた。とはいえ、疑義を呈する研究者は少数派である。
さらに、この作品が実在の、または歴史上の特定の人物の肖像画であるのか、また、そうであれば誰を表しているのか、そうでなければ何を表しているのかということについて議論がなされてきた 。絵画の質と、やや謎のある趣は一般に認識されているものの、背景は部分的に非常に荒く描かれ、未完成である。

## レンブラントへの帰属

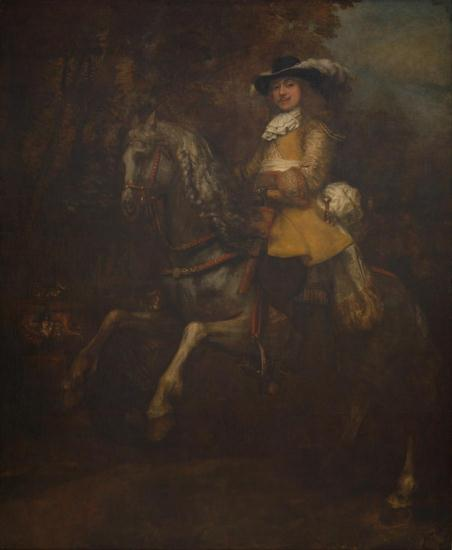
レンブラント『フレデリック・リヘル騎馬像』 (1663年ごろ)、ナショナル・ギャラリー (ロンドン)

本作を最初に取り上げた美術史家はヴィルヘルム・フォン・ボーデで、彼は『オランダ絵画の歴史』 (1883年) で作品がレンブラントの後期、すなわち1654年に制作されたものであると述べた。しばらく後に、アブラハム・ブレディウスが作品を詳細に調べたが、レンブラントの作品であることに何ら疑問を持つことはなかった。 20世紀初めに、アルフレッド・フォン・ヴルツバッハ (Alfred von Wurzbach) はレンブラントの弟子アールト・デ・ヘルデル が作者であるかもしれないと提唱したが、彼の意見は一般に却下された。20世紀の大部分を通して、作品は確実にレンブラントの手になるとする合意があり、一時、作品がポーランドとつながりがあることに疑義を呈したジュリアス・S・ヘルドでさえ、レンブラントへの帰属をまったく疑わなかった。しかし、1984年に、当時レンブラント研究プロジェクトのメンバーであったヨスア・ブラウン (Josua Bruyn) が、別のレンブラントの弟子ウィレム・ドロステの特徴が本作に見られると試みに提唱した。神秘的で、いくぶん謹厳な騎手の、見事に描かれた顔の表情はレンブラントの作品であることを指し示すものの、この絵画はレンブラントのほかの絵画とはいくつかの点で異なっている。とりわけ、レンブラントはほとんど騎馬像の絵画を描かなかった。唯一の例外は、1663年ごろの『フレデリック・リヘル騎馬像』 (ロンドン・ナショナル・ギャラリー) のみである。
しかしながら、ブラウンの意見は少数派にとどまり、ドロステが絵画の作者であるという提唱はいまや一般に却下されている。所蔵先のフリック・コレクションはその帰属を一度も変えたことはなく、作者を「レンブラント」とし、「レンブラントに帰属」、あるいは「レンブラント派」とはしていない。より最近の見解は、さらに決定的にフリック・コレクションの見解に与している。シモン・スハーマは、1999年の著作『レンブラントの目』の中で、そして、レンブラント研究プロジェクトの代表エルンスト・ファン・デ・ウェテリングも1997年のメルボルン・シンポジウムにおいて本作のレンブラントへの帰属を主張した。いまだにレンブラントの作品であることに疑義を呈する少数の研究者たちは仕上げが均一ではないと考え、作品の異なる部分を異なる作者に帰属することを望んでいる。レンブラント研究プロジェクトによって1998年に刊行された研究書は、本作にはレンブラント以外の別の画家の手が入っているという結論にいたった。レンブラントは1650年代に作品に着手したが、おそらく未完成のまま残し、別の誰かによって完成させらたというものである。

## 主題
この絵画が肖像画であるとすれば、この理想化された人物は、そのモデルについてさまざまな仮説を促してきた。候補者として、18世紀の絵画の所有者たちが主張したようにポーランド＝リトアニア共和国のオギンスキ家出身のマルツヤン・アレクサンデル・オギンスキ 、ポーランドのプロテスタントの神学者ヨナシュ・シュリフティンクなどが挙げられてきた。騎手の服装、武器、そして馬の品種にいたるまですべてポーランドのものであると考える研究者もいる。オランダの騎馬肖像画は17世紀には稀であったが、レンブラントの『フレデリック・リヘル騎馬像』 (ロンドン・ナショナル・ギャラリー) に見られるように、良い品種の意気揚々とした馬に乗る洒落た服装の騎手を伝統的に表した。

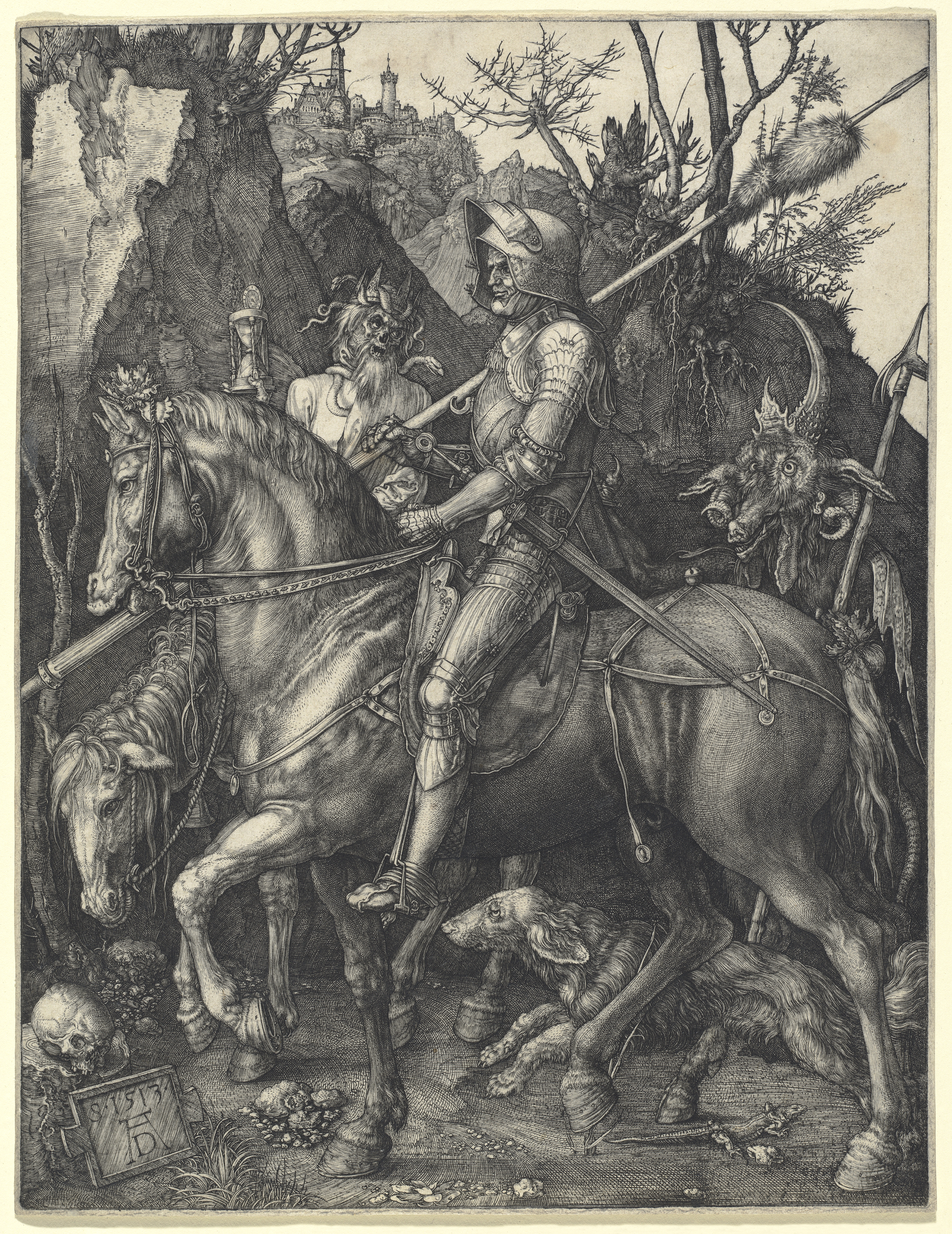
デューラーの版画『騎士と死、悪魔』 (1513年)、ナショナル・ギャラリー (ワシントン)

騎手には歴史上の人物の名も挙げられており、『旧約聖書』のダビデから放蕩息子、モンゴル人のティムール、オランダの中世の英雄アムステルのへイスブレヒト4世などが含まれる。オスマン帝国から東ヨーロッパを防衛する騎兵を理想化して表す「キリストの兵士」、または単なる外国人兵であるとも提唱されている。本作の若い騎手は、荒涼とした風景の中で名もない危険に直面しているように見える。この風景には、神秘的な建物、暗い水面、そして遠景の火事が見える。なお、騎手と馬の姿は、ドイツ・ルネサンス期の巨匠アルブレヒト・デューラーの版画『騎士と死、悪魔』のイメージを用いていることが指摘されている。
1793年のポーランド＝リトアニア共和国の王スタニスワフ・アウグスト・ポニャトフスキへの手紙の中で、本作の所有者であったミハウ・カジミェシュ・オギンスキは騎手を馬上のコサックであると特定した。一方、王は、人物がリソフチツィとして知られる非常駐の軍団の一員であると認識している。1883年に、オランダ絵画の専門家であったヴィルヘルム・フォン・ボーデは、騎手が国民服を身に着けたポーランドの大富豪であると説明した。1944年にアメリカのレンブラント研究者ジュリアス・S・ヘルドは、人物がポーランド人であることに疑義を呈し、騎手の服装はマジャル人のものであると提唱している。また、2人のポーランド人研究者は、1912年に騎手はレンブラントの息子ティトゥス・ファン・レインであると提唱した。

## 来歴
- ミハウ・カジミェシュ・オギンスキ, 1791年
- スタニスワフ・アウグスト・ポニャトフスキ, Warsaw, 1793年
- スタニスワフの地所
- Countess Teresa Tyszkiewicz, 1813年
- Prince Ksawery Drucki-Lubecki, 1814年
- Count Hieronim Stroynowski, 1815年
- Senator Walerian Stroynowski
- Countess Waleria Tarnowska née Stroynowska, of Dzików, Galicia, 1834年
- Henry Frick, 1910年, フリック・コレクションに遺贈[2][3]